# Praktica
Praktica — німецька торгова марка дзеркальних фотоапаратів, що виготовлялися на заводі Kamera-Werke («KW») у Дрездені. Загалом з 1948 по 2001 роки було випущено близько 9 мільйонів фотоапаратів Praktica.

## Історія та розвиток
Компанія Kamera-Werke Niedersedlitz була заснована в 1919 році як Kamera-Werkstätten Guthe & Thorsch GmbH Бенно Торшем і Паулем Гуте у передмісті Дрездена Нідерседліц. У 1938 році була представлена дзеркальна фотокамера Praktiflex з 35mm плівкою. У 1939 році власники компанії були змушені емігрувати і компанію продали американській родині підприємців німецького походження. Компанію очолювали Чарльз А. Нобл та його син Джон Х. Нобл.
Після 1945 року радянські окупаційні війська депортували власників компанії до таборів НКВД, а компанію націоналізували.
Перша камера Praktica була створена на основі Praktiflex Зігфрідом Бьомом у 1948 році та (повторно) представлена в 1949 році. Фотоапарат Praktina, призначений для професійного використання і також розроблений Бьомом для фабрики камер Niedersedlitz.
Разом із низкою інших дрезденських фотокомпаній Kamera-Werke Niedersedlitz була включена до новоствореної компанії VEB Kamera- und Kinowerke Dresden у 1959 році. З 1964 року ця компанія діяла як VEB Pentacon. Тому Praktica з'являється в останніх документах як торгова марка Pentacon.
Торгова марка Praktica не була повернута у 1991 році спадкоємцю попереднього власника Kamera-Werke Niedersedlitz Джону Ноблу. Натомість її було додано до підрозділу Pentacon компанії Jos. Schneider Group. У 1994 році між Noble і Schneider Group виникла судова суперечка щодо прав на товарні знаки.
Починаючи з 1990-х років під маркою Praktica випускалися також біноклі та компактні фотоапарати. У 2001 році виробництво дзеркальних фотоапаратів марки Praktica було припинено. Цифрові фотоапарати бренду Praktica існують з 2002 року, а лінійка продуктів Luxmedia була запущена в 2004 році. З 30 червня 2015 року торгівля фотоапаратами Praktica припинена.

## Історія продукту

### Praktiflex— попередник
Камери Praktiflex вироблялися компанією Kamera-Werke Niedersedlitz («KW») між 1939 і 1951 роками. Ці камери використовували рідкісну гвинтову різьбу M40, яка підходили лише до об'єктивів Praktiflex (звичайні об'єктиви, серед інших, від Schneider Kreuznach: Xenon 1:2 F=5 см або від Carl Zeiss Jena: Tessar 1:3,5 F=5 см). Praktiflex має історичне значення, оскільки це третя серійна дзеркальна фотокамера з одним об'єктивом у світі після Kine Exakta від Ihagee та камери Спорт російського заводу ГОМЗ.

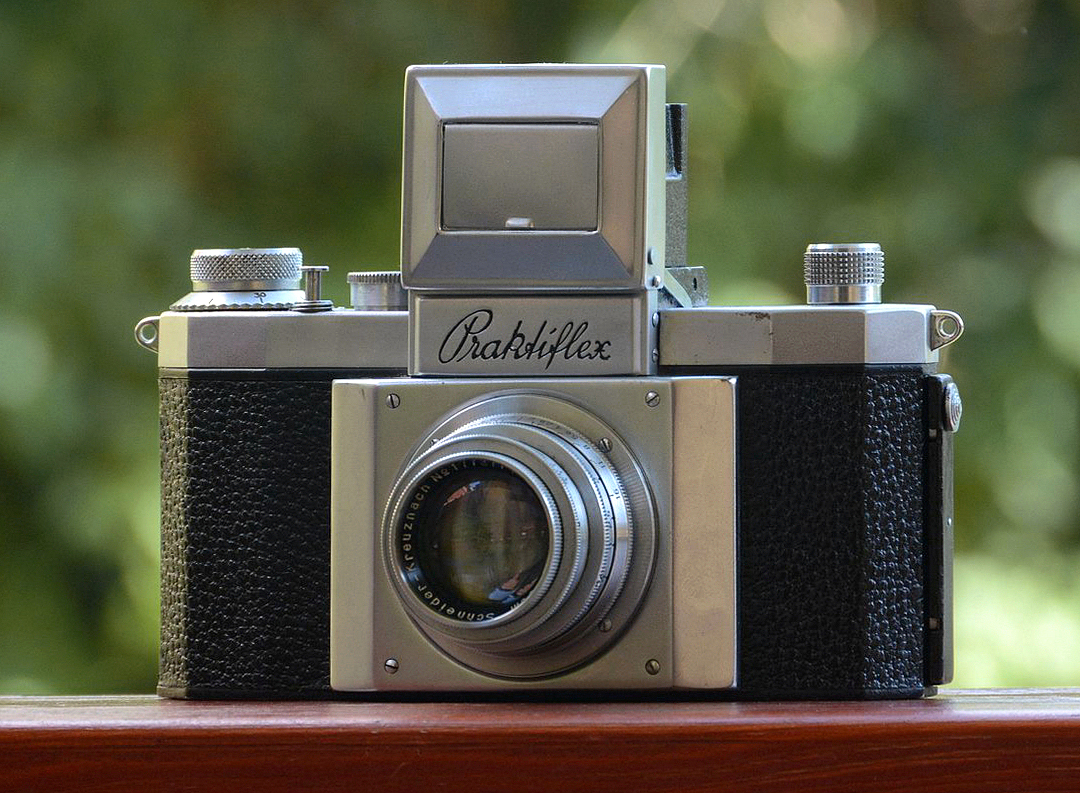
Praktiflex, Перше покоління, з ксеноновим об'єктивом Schneider-Kreuznach 1:2 f=5 см

Фотоапарати Praktiflex вважаються попередниками фотоапаратів Praktica, які з 1948 року випускалися з різьбою M42.

### Перше покоління
У перших поколіннях фотоапаратів Praktica з 1948 року використовувалася різьба M42. Модель-спадкоємець першої Praktica, Praktica FX, представлена в 1951 році, мала синхронні роз'єми і, таким чином, вперше освоїла синхронізацію спалаху.
Фотоапарати також експортувалися за кордон за межі Східного блоку, іноді як замовлення для компаній, які продавали моделі під своїми назвами. Деякі з цих брендів або клієнтів були Jenaflex, Kawenda, Hanimex, Revue і Porst. Beroflex мав ексклюзивний дистриб'юторський контракт на розповсюдження оригінальних продуктів у Західній Німеччині.
Перше покоління камер включає:
- Praktica
- Practica FX

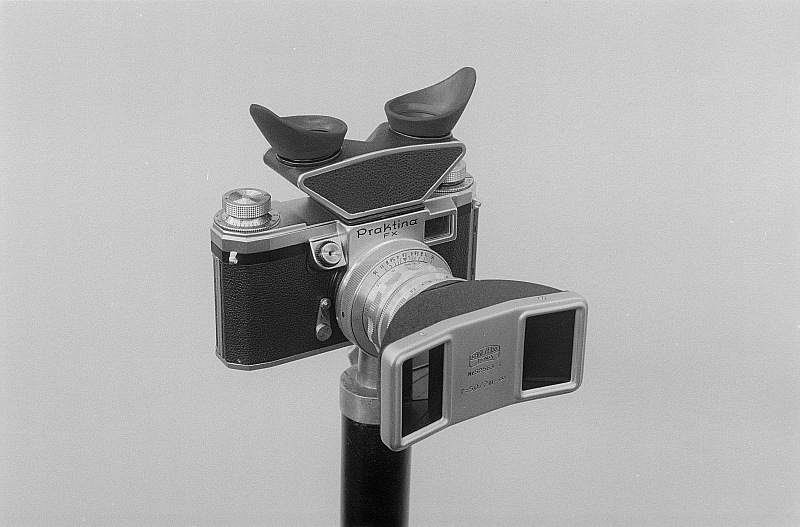
Praktina FX зі стерео насадкою

- Praktica FX 2 (ab 1956; = PORST REFLEX FX2)
- Praktica FX 3 (baugleich mit FX2 und nur für Export)
- Praktica IV
- Praktica IV B
- Praktica IV M
- Praktica IV BM
- Praktica IV FB
- Praktica V F
- Praktica V FB

### Друге покоління
Друге покоління камер включає:
- Praktica VI (прототип Praktika nova)
- Praktica nova
- Praktica nova B
- Praktica mat
- Praktica nova I
- Praktika nova IB (= PORST REFLEX FX4)
- Praktica super TL (= PORST REFLEX FX6)
- Praktica elektronik

### Третє покоління (серія «Praktica L»)
У камерах третього покоління також використовувалася різьба M42 . Це покоління включає наступні моделі:
міні| Відкритий MTL 5 B, добре видно систему PL

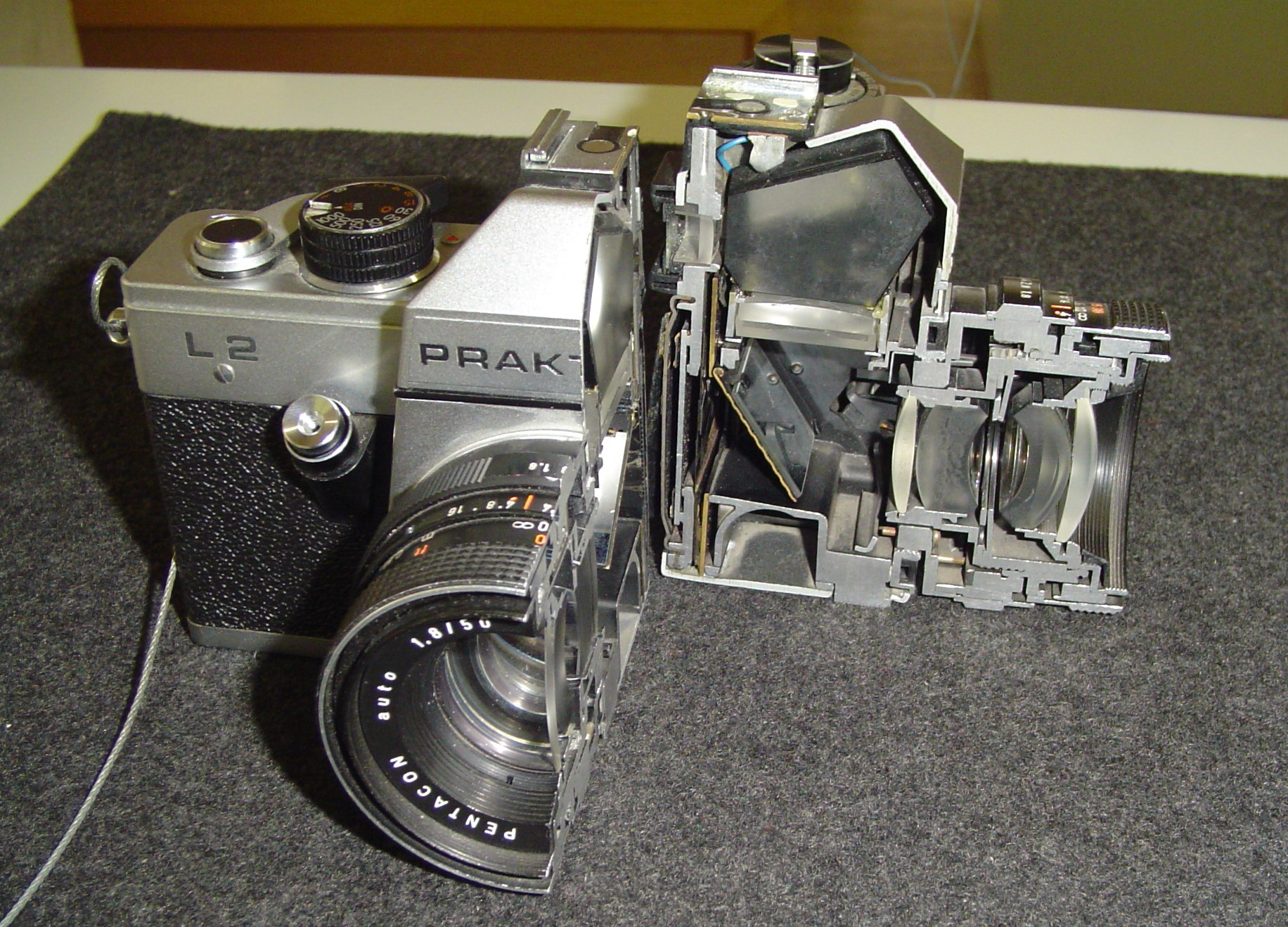
Нарізка Praktica L2

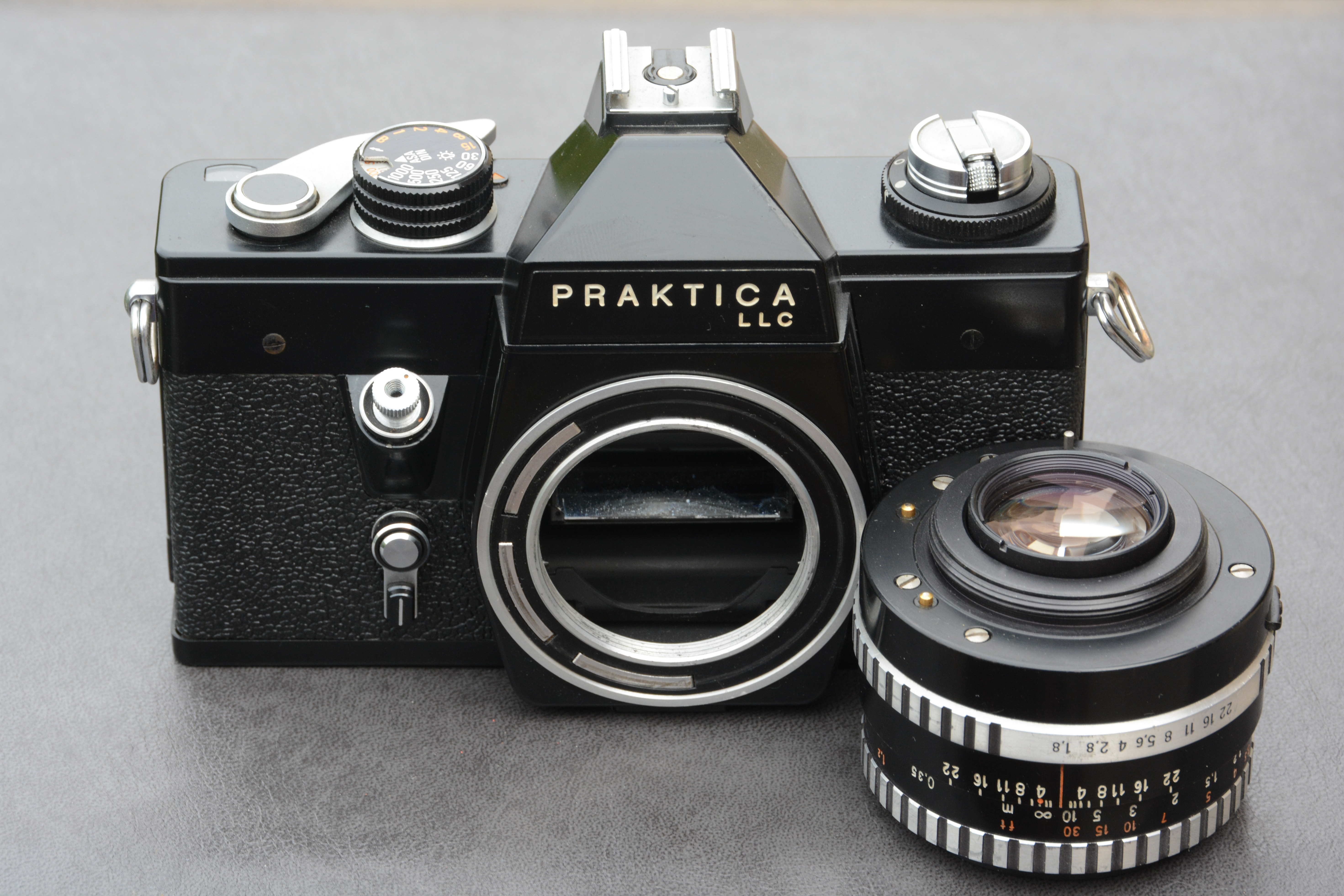
Praktica LLC зі знятим об'єктивом Pancolar 1:1,8/50 мм: видно контакти автоматичної діафрагми

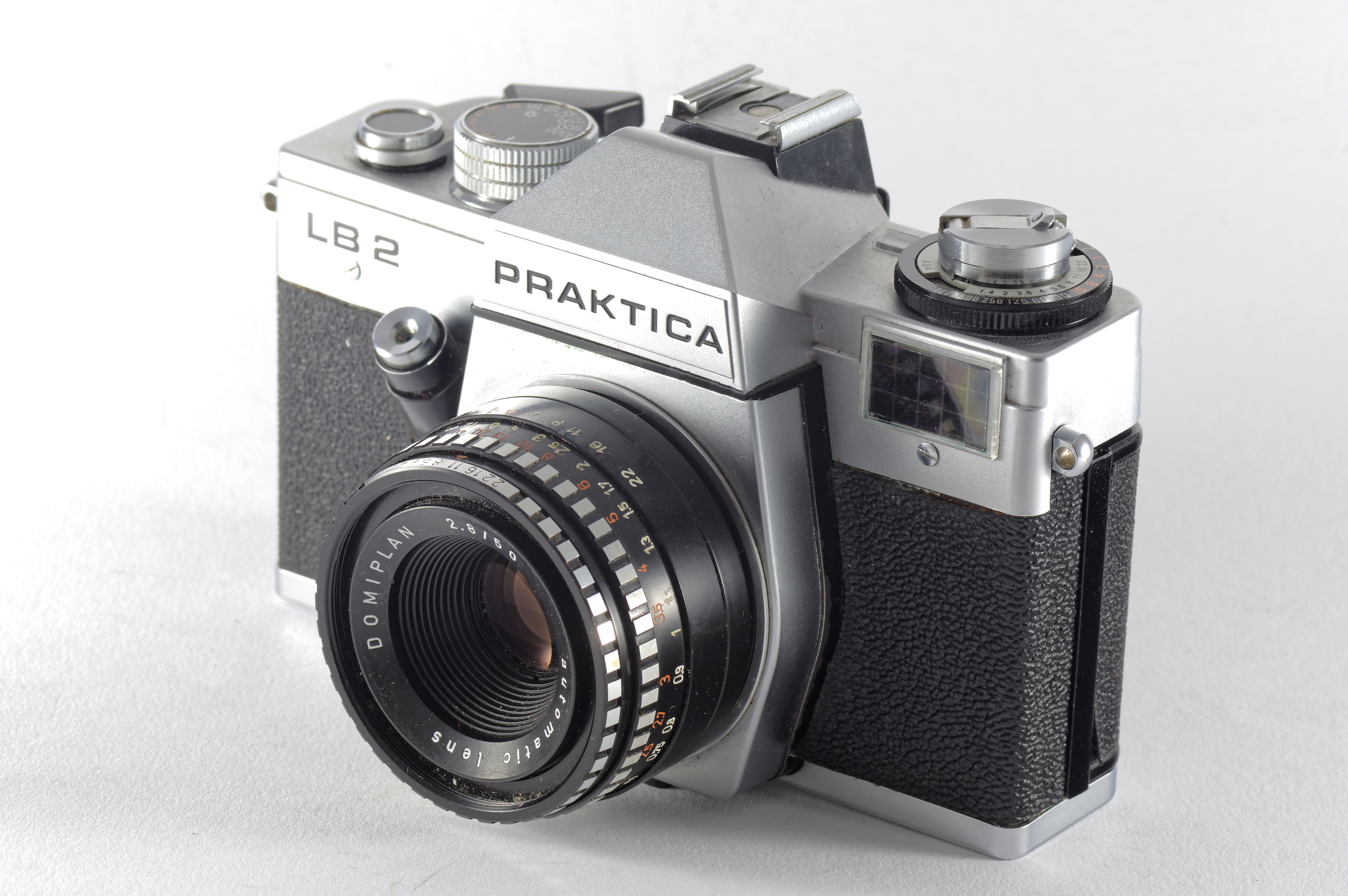
«Praktica LB2»

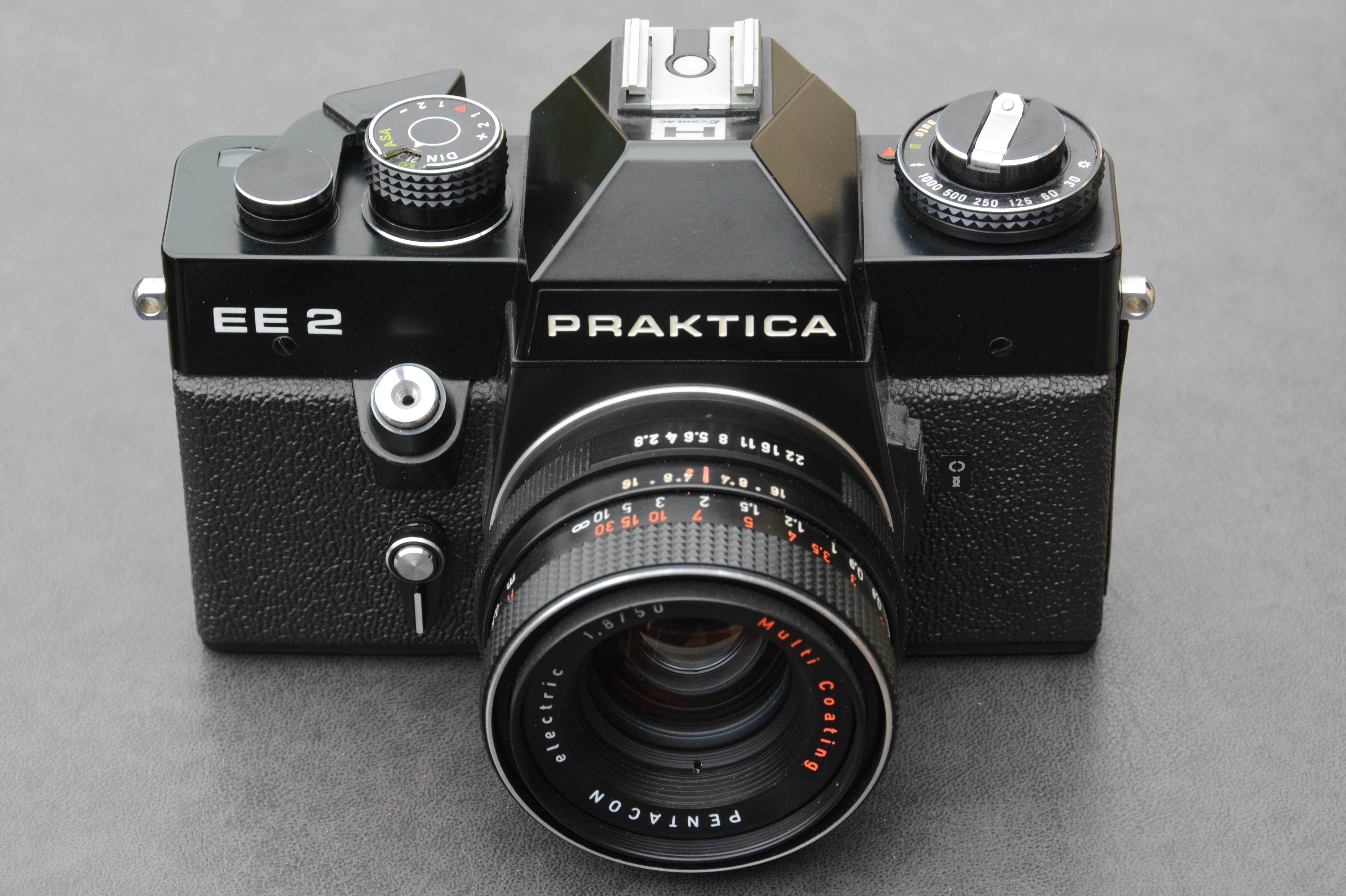
Praktica EE2 з електричним об'єктивом Pentacon 1:1,8/50 мм

- Praktica L, повністю механічна базова модель (= PORST reflex CX3)
- Praktica L2
- Praktica LB2 (= PORST reflex CX4)
- Praktica LTL (= PORST reflex CX6)
- Praktica super TL2
- Praktica super TL3
- Praktica LTL3
- Praktica MTL3 виготовлялася, серед іншого, як MTL5 до 1985 року, як MTL5B (нова оптика видошукача, без додаткового гнізда спалаху) до 1989 року
- Praktica Super TL 500 і Super TL 1000
- Praktica LTL2, дисплей вимірювання експозиції через світлодіоди (також DTL2/3, MTL50)
- Praktica DTL2
- Praktica DTL3
- Praktica MTL50
- Praktica LLC, вимірювання внутрішньої освітленості з відкритою діафрагмою, а також для всіх наступних камер потрібні спеціальні об'єктиви з електричною передачею значення діафрагми.
- Praktica PLC2
- Praktica PLC3
- Praktica VLC, система змінного видошукача
- Praktica VLC2
- Praktica VLC3
- Praktica EE2, автоматичний таймер
- Praktica EE3, автоматичний таймер

У позначеннях типу третього покоління (моделі L) літери і цифри мали наступне значення:
Перша літера:
L = металевий затвор (щоб відрізнити його від попередніх моделей із тканинним щілинним затвором), V = змінна система видошукача (з вибором світлового вала, призменного видошукача та макроокуляра), P = постійно встановлений призменний видошукач (щоб відрізнити його від інших подібних моделей V), D = світлодіоди для відображення вимірювання експозиції замість стрілочного приладу, що використовується в іншому випадку, M = регулювання вимірювача (з мостовою схемою для стабілізації від коливань напруги в акумуляторі).
Інші літери:
TL = вимірювання внутрішньої експозиції за допомогою кнопки зупинки, LC = вимірювання внутрішньої експозиції з відкритою діафрагмою з електричною передачею значення діафрагми, B = вимірювання зовнішньої експозиції, EE = вимірювання внутрішньої експозиції з електронним керуванням швидкістю затвора.
Цифри:
2 (або 3) = другий (або третій) варіант моделі, 500 (або 1000) = найкоротша витримка 1/500 с (або 1/1000 с), 50 = варіант MTL зі світлодіодами замість покажчика для відображення експозиції.

### Четверте покоління (серія «Praktica B»)

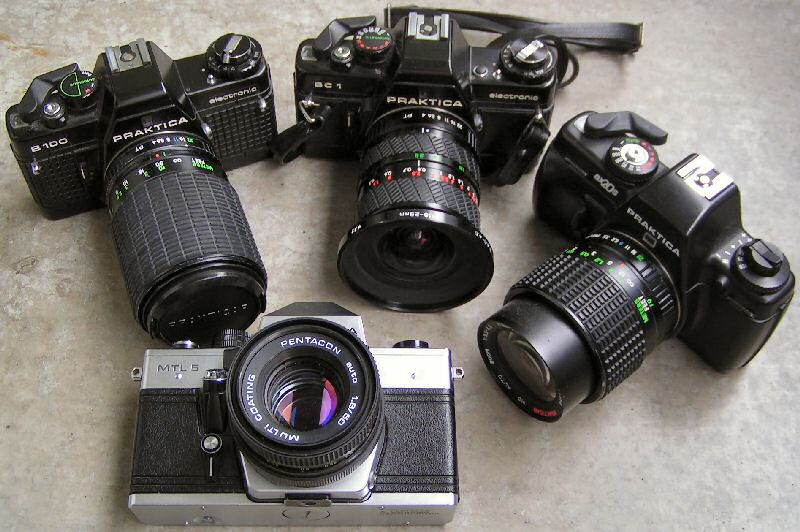
Різні моделі Praktica

Четверте покоління дзеркальних фотоапаратів Praktica було представлено з Praktica B 200 на Лейпцизькій виставці в 1978 році та вироблялося з 1979 по 1990 роки. Основним нововведенням став сучасний дизайн камер і об'єктивів (Prakticar), а також заміна роз'єму M42 на байонетний роз'єм Praktica B (також званий байонетом PB). Спершу були представлені зум-об'єктиви, а пізніше — об'єктиви з автофокусом.
Оскільки система B була дуже дорогою для покупців у НДР, більш доступна лінія камер M42 продовжувала вироблятися в скороченому обсязі, всупереч планам. Пізніше з'явилися варіанти моделей, які були технічно уповільнені, і тому їх було дешевше виробляти спеціально для ринку НДР (Praktica BCC і Praktica BCA). Натомість, для британського, нідерландського та французького експортних ринків випускалися спеціальні версії моделей, які відрізнялися від оригінальних моделей лише елементами дизайну та найменуванням (Praktica BCX, Praktica BC auto, Jenaflex AM-1, Jenaflex AC -1 і Praktica BC3).
Оскільки байонет PB був власною розробкою, яка не була сумісна з іншими об'єктивами, використання лінз обмежувалося нещодавно придбаними байонетними лінзами з байонетом PB. Це знизило визнання системи на ринку. На допомогу прийшла сама Praktica, яка виготовила перехідник, який дозволяв підключати лінзи M42 до багнета B.
Серія камер B включає такі моделі:
- Praktica B 200 und BCX, chrom

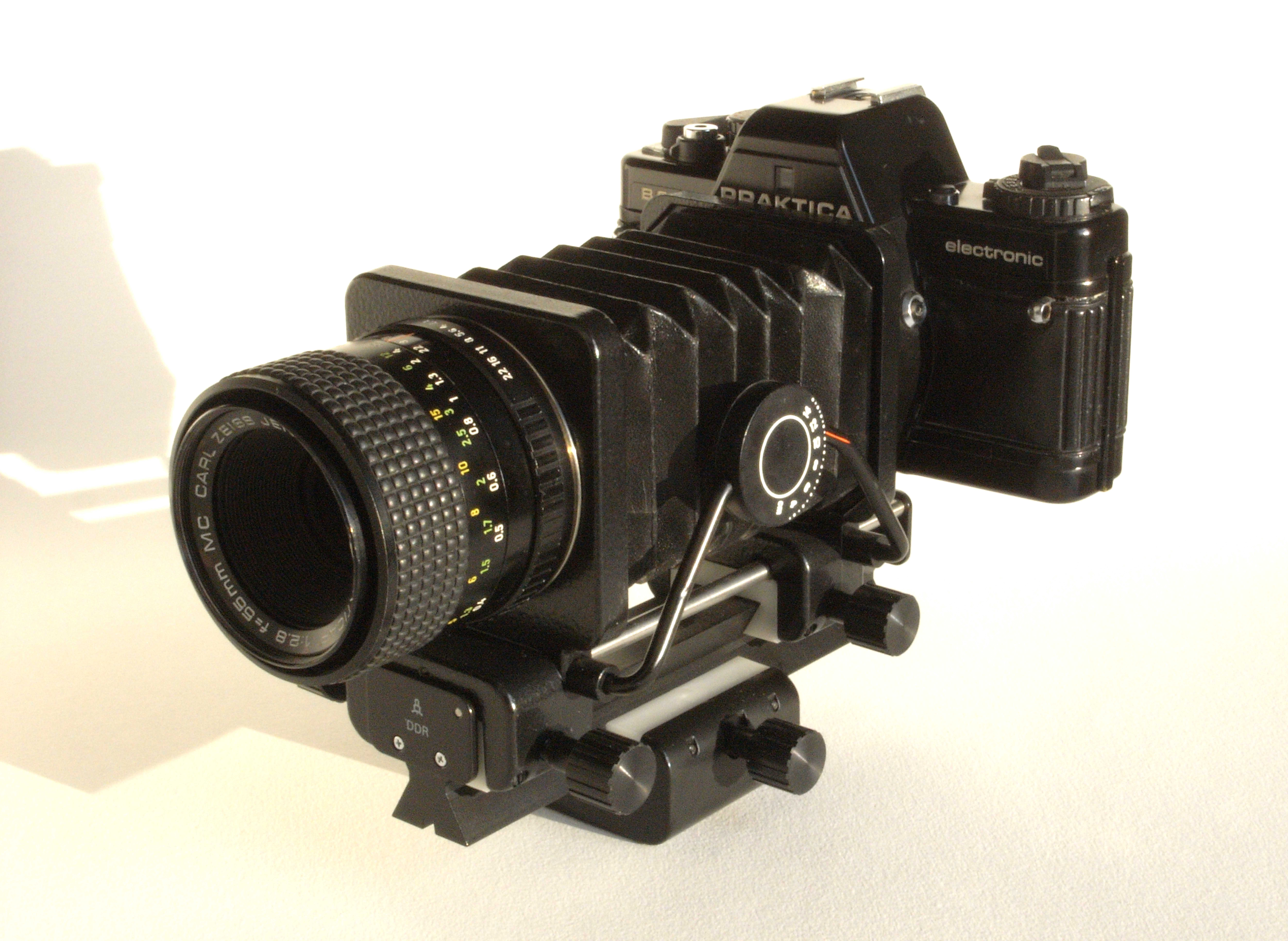
Praktica BC 1 на сильфонному пристрої з макрооб'єктивом Prakticar 55 mm f 2.8

- Praktica BC 1/BC3/BCX, schwarz und Jenaflex AM-1
- Praktica B 100 und BC auto
- Praktica BCA und Jenaflex AC-1
- Praktica M
- Praktica BCS
- Praktica BCC
- Praktica BM/BMS und Revue BC 2

Серія моделей BX (вироблені між 1987 і 1990 роками):
- Praktica BX 20
- Praktica BX 10 DX
- Praktica BX 21
- Praktica BX 20s

Модельний ряд BX після об'єднання Німеччини (виробництво між 1991 і 2001 роками):

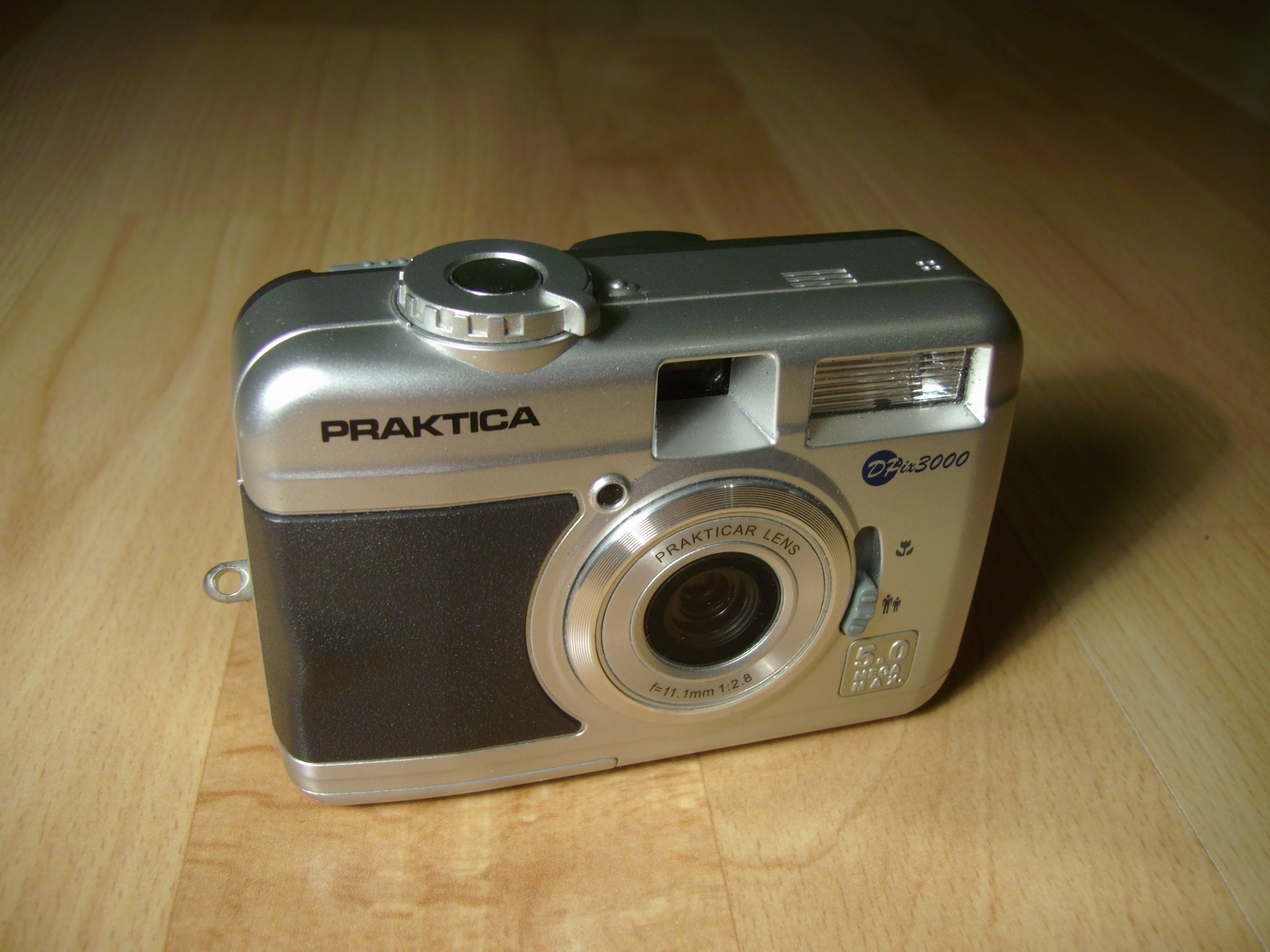
Цифровий фотоапарат Praktica DPix3000

- Praktica BX 20S
- Praktica BX 20D

## Веб-посилання
- Geschichte der Dresdner Kameraindustrie
- Praktica-Abschnitt auf www.dresdner-kameras.de
- Offizielle Praktica-Webseite der Pentacon GmbH
- PENTACON Foto- und Feinwerktechnik Dresden
- Liste von Kameras verschiedener Marken, die baugleich mit Prakticas sind
- Website eines Praktica-B-Sammlers, Kamera- und Objektivinfos (deutsch, von dieser Site wurden viele Kameraartikel übernommen)